# Magdalena av Sachsen
Magdalena av Sachsen, född 7 mars 1507 i Dresden i Tyskland, död 25 januari 1534 i Berlin var kronprinsessa av Brandenburg 1524-1534 som gift med Joakim II av Brandenburg.

## Biografi
Magdalena var dotter till Georg den skäggige, hertig av Sachsen och Barbara Jagellonica som var dotter till kung Kasimir IV av Polen och tillhörde därför den Jagellonska ätten i Polen. 
Vid 17 års ålder gifte sig Magdalena, den 6 november 1524, med Joakim II, kurfurste av Brandenburg, son till Magdalenas syssling Joakim I av Brandenburg. Med honom fick Magdalena sju barn innan hon avled endast 26 år gammal 1534. Hennes make gifte senare om sig med en släkting till Magdalena prinsessan Hedwig Jagellonica av Polen. 

## Barn
- Johan Georg (1525–1598)
- Barbara (1527–1595)
- Elisabet (1528–1529)
- Fredrik IV av Brandenburg (1530–1552)
- Albrekt (1532, död samma år)
- Georg (1532, död samma år)
- Paul (1534, död samma år)